# Zemple
Zemple és una població dels Estats Units a l'estat de Minnesota. Segons el cens del 2000 tenia 75 habitants.

## Demografia
Segons el cens del 2000, Zemple tenia 75 habitants, 27 habitatges, i 18 famílies. La densitat de població era de 43,2 habitants per km².
Dels 27 habitatges en un 29,6% hi vivien nens de menys de 18 anys, en un 63% hi vivien parelles casades, en un 3,7% dones solteres, i en un 33,3% no eren unitats familiars. En el 22,2% dels habitatges hi vivien persones soles el 7,4% de les quals corresponia a persones de 65 anys o més que vivien soles. El nombre mitjà de persones vivint en cada habitatge era de 2,78 i el nombre mitjà de persones que vivien en cada família era de 3.
Per edats la població es repartia de la següent manera: un 36% tenia menys de 18 anys, un 6,7% entre 18 i 24, un 17,3% entre 25 i 44, un 29,3% de 45 a 60 i un 10,7% 65 anys o més.
L'edat mediana era de 32 anys. Per cada 100 dones de 18 o més anys hi havia 108,7 homes.
La renda mediana per habitatge era de 25.750 $ i la renda mediana per família de 28.125 $. Els homes tenien una renda mediana de 23.542 $ mentre que les dones 11.250 $. La renda per capita de la població era de 10.615 $. Entorn del 15,4% de les famílies i el 19,7% de la població estaven per davall del llindar de pobresa.

## Poblacions més properes
El següent diagrama mostra les poblacions més properes.